# Font de Fontielles
La Font de Fontielles és una font del terme municipal de Tremp, del Pallars Jussà, a l'antic terme ribagorçà de Sapeira, en territori del poble d'Escarlà.
Està situada a 749 m d'altitud, al nord-est d'Escarlà, a l'esquerra del barranc de les Sargues, anomenat en aquest lloc barranc de Fontielles. És a migdia de lo Tossal.